# Eurymerodesmus elevatus
Eurymerodesmus elevatus är en mångfotingart som beskrevs av Shelley 1989. Eurymerodesmus elevatus ingår i släktet Eurymerodesmus och familjen Eurymerodesmidae. Inga underarter finns listade i Catalogue of Life.